# بوبروف، روسیه
شهر بوبروف، روسیه (به روسی: Бобров) در کشور روسیه و در اوبلاست وورونژ واقع شده‌است.

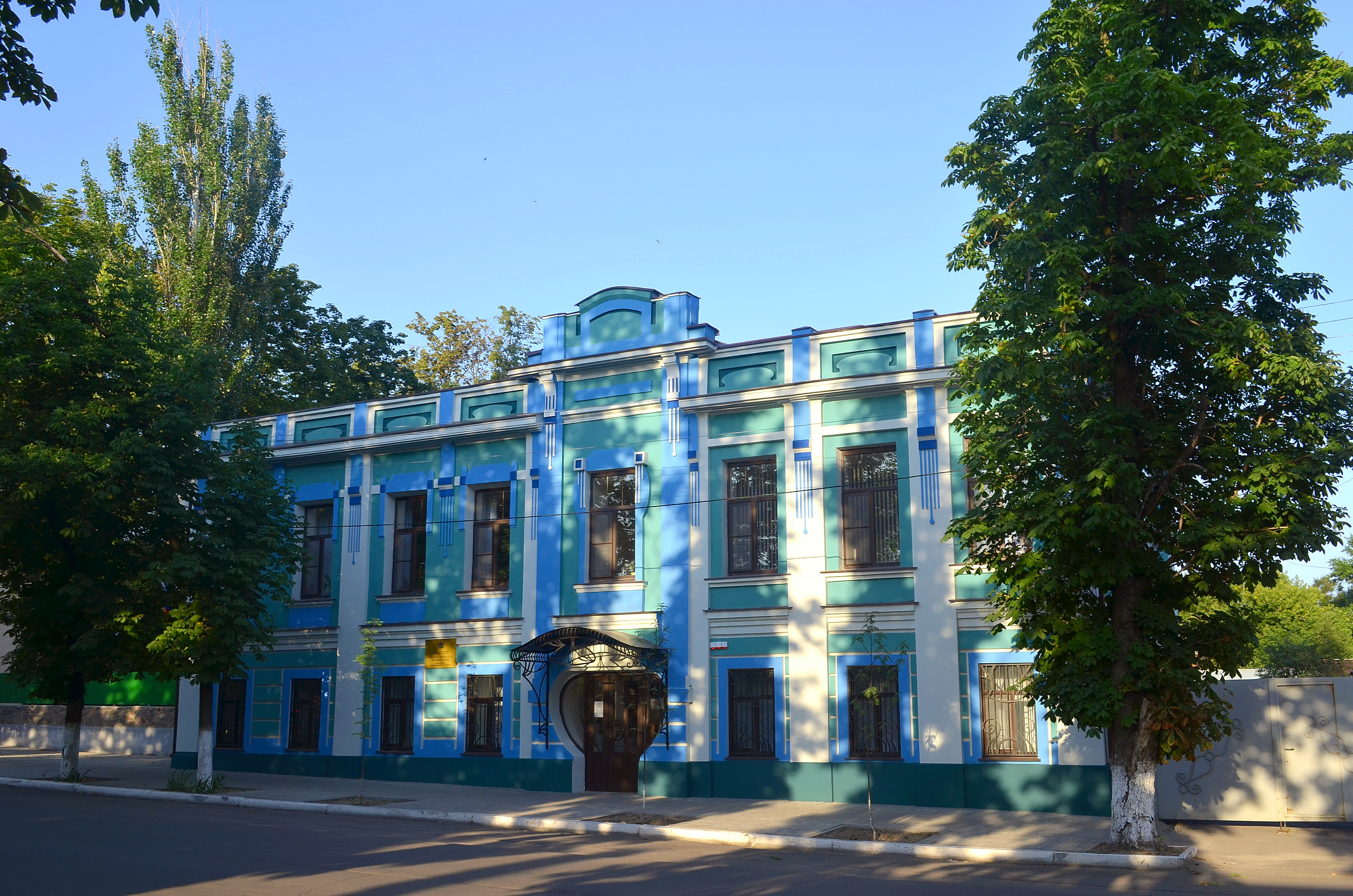